# Finales de la NBA de 1950
Las Finales de la NBA de 1950 fueron las series definitivas de los playoffs de 1950 y suponían la conclusión de la temporada 1949-50 de la NBA, la primera bajo esta nueva denominación. Enfrentaron a Minneapolis Lakers ante los Syracuse Nationals, con la ventaja de campo favorable a estos últimos. En las series actuó un futuro miembro del Basketball Hall of Fame el en equipo de los Lakers, George Mikan, y otro en el de los Nats, Dolph Schayes.

## Resumen
| Partido | Fecha       | Equipo local | Resultado | Equipo visitante |
| ------- | ----------- | ------------ | --------- | ---------------- |
| 1       | 8 de abril  | Syracuse     | 66–68     | Minneapolis      |
| 2       | 9 de abril  | Syracuse     | 91–85     | Minneapolis      |
| 3       | 14 de abril | Minneapolis  | 91–77     | Syracuse         |
| 4       | 16 de abril | Minneapolis  | 77–59     | Syracuse         |
| 5       | 20 de abril | Syracuse     | 83–76     | Minneapolis      |
| 6       | 23 de abril | Minneapolis  | 110–95    | Syracuse         |

Lakers ganan las series 4-2

## Resumen de los partidos
| 8 de abril                         | Minneapolis Lakers                    | 68–66       | Syracuse Nationals            |                                                                                |  |  |
|                                    | Parciales: 16–10, 18–20, 17–23, 17–13 |             |                               |                                                                                |  |  |
|                                    | Estadísticas George Mikan 37          | Reporte Pts | Estadísticas Dolph Schayes 19 | Pabellón: State Fair Coliseum, Geddes, New York Asistencia: 7,552 espectadores |  |  |
| Minneapolis lidera las series, 1–0 |                                       |             |                               |                                                                                |  |  |
|                                    |                                       |             |                               |                                                                                |  |  |

| 9 de abril            | Minneapolis Lakers                    | 85–91       | Syracuse Nationals               |                                                                                |  |  |
|                       | Parciales: 17–16, 14–28, 22–23, 32–24 |             |                                  |                                                                                |  |  |
|                       | Estadísticas George Mikan 32          | Reporte Pts | Estadísticas George Ratkovicz 17 | Pabellón: State Fair Coliseum, Geddes, New York Asistencia: 8,280 espectadores |  |  |
| Series empatadas, 1–1 |                                       |             |                                  |                                                                                |  |  |
|                       |                                       |             |                                  |                                                                                |  |  |

| 14 de abril                        | Syracuse Nationals                               | 77–91            | Minneapolis Lakers                          |                                                                                      |  |  |
|                                    | Parciales: 15–21, 24–21, 16–24, 22–25            |                  |                                             |                                                                                      |  |  |
|                                    | Estadísticas Johnny Macknowski 25 Paul Seymour 5 | Reporte Pts Asts | Estadísticas George Mikan 28 George Mikan 8 | Pabellón: St. Paul Auditorium, Saint Paul, Minnesota Asistencia: 10,288 espectadores |  |  |
| Minneapolis lidera las series, 2–1 |                                                  |                  |                                             |                                                                                      |  |  |
|                                    |                                                  |                  |                                             |                                                                                      |  |  |

| 16 de abril                        | Syracuse Nationals                               | 69–77            | Minneapolis Lakers                         |                                                                                      |  |  |
|                                    | Parciales: 22–27, 16–11, 19–24, 12–15            |                  |                                            |                                                                                      |  |  |
|                                    | Estadísticas Schayes, Hannum 18 c/u Bill Gabor 6 | Reporte Pts Asts | Estadísticas George Mikan 28 Jim Pollard 4 | Pabellón: St. Paul Auditorium, Saint Paul, Minnesota Asistencia: 10,512 espectadores |  |  |
| Minneapolis lidera las series, 3–1 |                                                  |                  |                                            |                                                                                      |  |  |
|                                    |                                                  |                  |                                            |                                                                                      |  |  |

| 20 de abril                        | Minneapolis Lakers                   | 76–83       | Syracuse Nationals            |                                                                                |  |  |
|                                    | Parciales: 16–14, 8–24, 19–23, 33–22 |             |                               |                                                                                |  |  |
|                                    | Estadísticas George Mikan 28         | Reporte Pts | Estadísticas Dolph Schayes 19 | Pabellón: State Fair Coliseum, Geddes, New York Asistencia: 9,024 espectadores |  |  |
| Minneapolis lidera las series, 3–2 |                                      |             |                               |                                                                                |  |  |
|                                    |                                      |             |                               |                                                                                |  |  |

| 23 de abril                      | Syracuse Nationals                                | 95–110           | Minneapolis Lakers                          | |  |  |
|                                  | Parciales: 18–25, 21–26, 17–30, 39–29             |                  |                                             | |  |  |
|                                  | Estadísticas Dolph Schayes 23 Johnny Macknowski 5 | Reporte Pts Asts | Estadísticas George Mikan 40 Jim Pollard 10 | Pabellón: Minneapolis Auditorium, Minneapolis, Minnesota Asistencia: 9,812 espectadores Árbitros: Jim Biersdorf, John Nucatola |  |  |
| Minneapolis gana las series, 4–2 |                                                   |                  |                                             | |  |  |
|                                  |                                                   |                  |                                             | |  |  |

Los Nationals tenían el factor campo a su favor en las Finales. Las series comenzaron en el State Fair Coliseum, a las afueras de Syracuse. George Mikan volvió a ser el referente en los Lakers, anotando 37 puntos, pero los Nats respondieron en cada ocasión. En el último minuto, el equipo local ganaba 66–64, pero Bud Grant, un suplente de los Lakers que años más tarde alcanzaría la fama como entrenador de los Minnesota Vikings de la NFL, anotó un gancho que empató el partido. En la siguiente jugada, Al Cervi, entrenador-jugador de los Nats, recibió el balón de Alex Hannum y se fue hacia la canasta, intentando decidir el partido, pero se encontró con el tapón de Mikan. El balón pasó a manos de los Lakers, aguantando la posesión hasta que Bob Harrison anotó una canasta sobre la bocina desde 12 metros que dio el primer punto a los de Minneapolis.
Tras el primer partido, John Kundla, entrenador de los Lakers, informó la prensa que Mikan había confesado de ser alérgico al humo de los cigarrillos de los espectadores del partido, mientras que este dijo que era una invención del entrenador. Ese cruce de palabras llegó a los periódicos al día siguiente, fecha del segundo partido, y originó que la mayoría de los espectadores acudieran con cigarrillos al encuentro, sin parar de fumar. A pesar de ello, alérgico o no, Mikan consiguió 32 puntos, pero no fueron suficientes, ya que los Nats empataron la eliminatoria ganando 91–85. Pero los Lakers habían recuperado el factor cancha a su favor.
La final se trasladó a Minneapolis, y, como había sucedido en las Finales de 1949, su pabellón oficial, el Minneapolis Auditorium estaba ocupado, teniéndose que jugar los dos partidos en la cercana ciudad de St. Paul. Ambos partidos acabaron con cómodas victorias de los Lakers, 91–77 y 77–69, gracias sobre todo a los hombres altos del equipo.
La serie regresó al humeante State Fair Coliseum, donde uno de los protagonistas fue Paul Seymour, que anotó 12 puntos y, sobre todo, secó en defensa a Jim Pollard, al que dejó en 6. Mikan anotó 26 puntos, pero fueron insuficientes, cayedo derrotados 83–76.
El sexto partido se disputó por fin en la cancha de los Lakers, el Auditorium, donde jamás habían perdido un partido de playoffs. Además, se daba la circunstancia de que las dimensiones de la pista eran algo menores de lo reglamentario, argucia habitual en los primeros pasos del baloncesto profesional, que favorecía el juego de los hombres altos. La estrategia de los Nats pasaba porque Seymour sujetara a Pollard, como así hizo. Pero Mikan continuó dominando bajo los tableros, anotando 40 puntos. Finalmente, el partido se convirtió en una serie continua de peleas. Los árbitros echaron del partido a Cervi en el tercer cuarto, y en el último hasta 4 jugadores de los Lakers fueron eliminados por faltas personales. Pero todo fue un espejismo, y los Lakers se hicieron con su segundo título consecutivo, venciendo 110–95. Mikan acumuló su cuarto título en cuatro temporadas, sumando los dos conseguidos con Chicago y Minneapolis en la NBL, pero el ciclo del muchacho de las gafas de pasta y pelo ondulado no había hecho sino comenzar.